# Zahedan
Zahedan (Nieuw-Perzisch: زاهدان) is een stad in Iran. De stad is de hoofdstad van de provincie Sīstān va Balūchestān. In 2011 had de stad ongeveer 560.000 inwoners.
de stad ligt vlak bij de grensgebieden tussen Iran en Pakistan, waar het Baloch-volk woont.
De meerderheid van de bewoners behoort tot de etnische groep van de Beloetsji. De belangrijkste moskee is soennitisch en in Zahedan bevindt zich ook een Sikh-tempel.